# 아사누마 스구루
아사누마 스구루(일본어: 浅沼 優瑠, 1992년 4월 12일 ~ )는 일본의 축구 선수이다.

## 구단 경력
그는 2015년부터 2022년까지 J리그의 YSCC 요코하마, SC 사가미하라, 도치기 SC, 가마타마레 사누키, V-파렌 나가사키에서 활동하였다.